# Suzuki Kizashi
La Suzuki Kizashi è un'autovettura prodotta dalla casa automobilistica giapponese Suzuki a partire dal 2009.
Il termine Kizashi in Giappone significa "qualcosa di grande che sta per arrivare".
La Kizashi è stata distribuita in Giappone a partire dal 21 ottobre 2009, in Nord America dal 1º dicembre 2009 ed in Australia e Nuova Zelanda dall'11 maggio 2010. In Italia è stata distribuita invece solo dal marzo 2013.
Nel 2014 la Suzuki aveva rimosso la Kizashi dal mercato, tuttavia dall'11 febbraio 2015 l'auto è stata riproposta in Pakistan, unico paese in cui viene attualmente venduta.
Nel dicembre 2010, la Kizashi ha vinto inoltre due premi automobilistici in Nuova Zelanda: il Supreme Winner AA Motoring Excellence Awards e il New Zealand Herald Car of the Year Award. La vettura è stata lodata per la sua sorprendente attenzione nei dettagli, nella raffinatezza e nel comfort.

## Caratteristiche
La Kizashi viene offerta in due versioni, la 2WD a trazione anteriore e la 4WD a trazione integrale, entrambe dotate di un motore a benzina da 2.4 litri e 4 cilindri, in grado di erogare 185 CV (138 kW) e 230 Nm di coppia massima. L'auto è stata disponibile anche con alimentazione a GPL. I tipi di trasmissione disponibili sono un cambio manuale a 6 marce o il cambio a variazione continua. La versione con il cambio a variazione continua ha una potenza ridotta a 180 CV (134 kW). La dotazione della Kizashi comprende inoltre cerchi in lega da 17 o 18 pollici, freni Akebono, cruise control, sistema Bluetooth ed un impianto hi-fi con otto altoparlanti.

## Prototipi

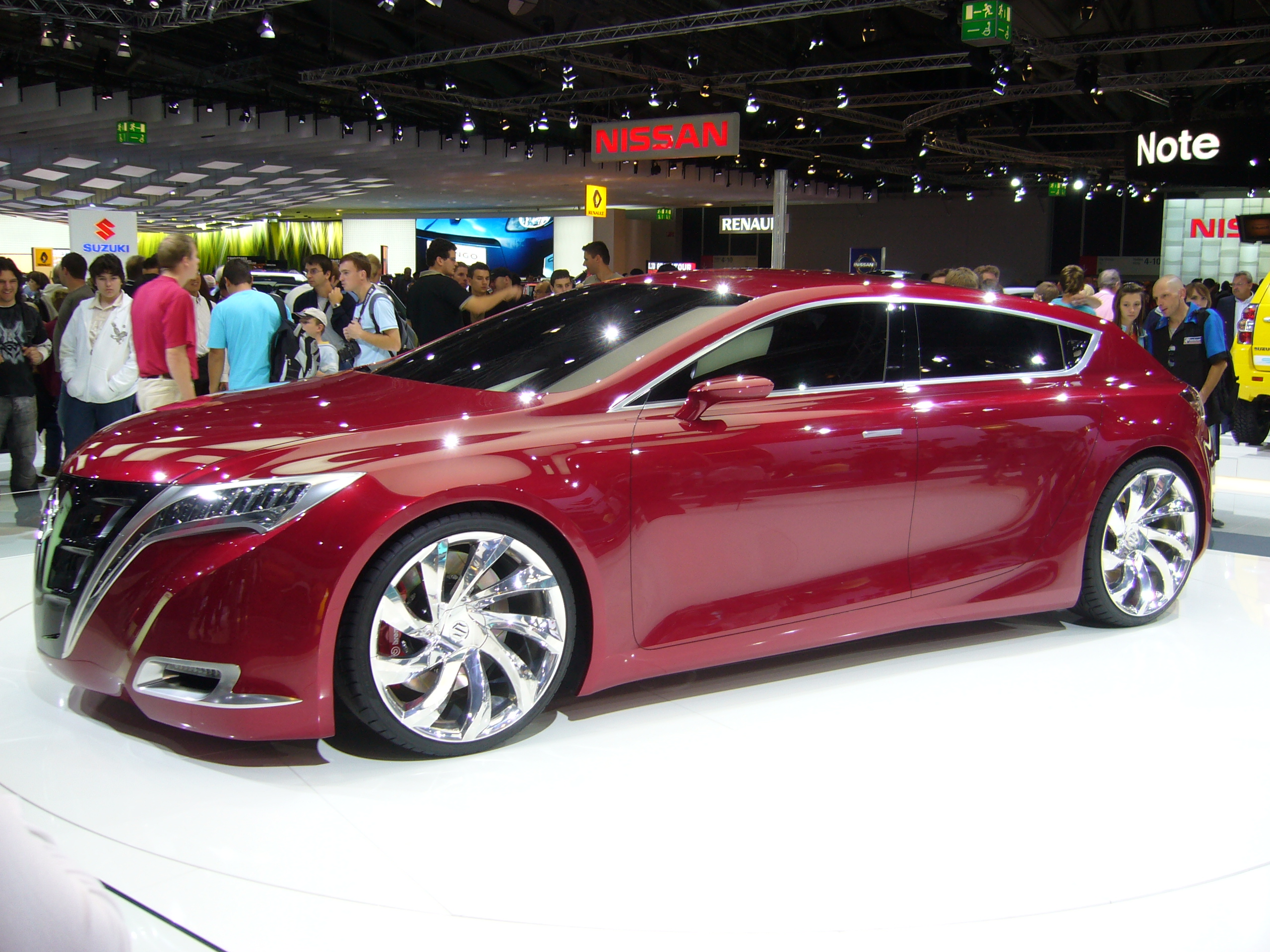
Primo prototipo della Kizashi

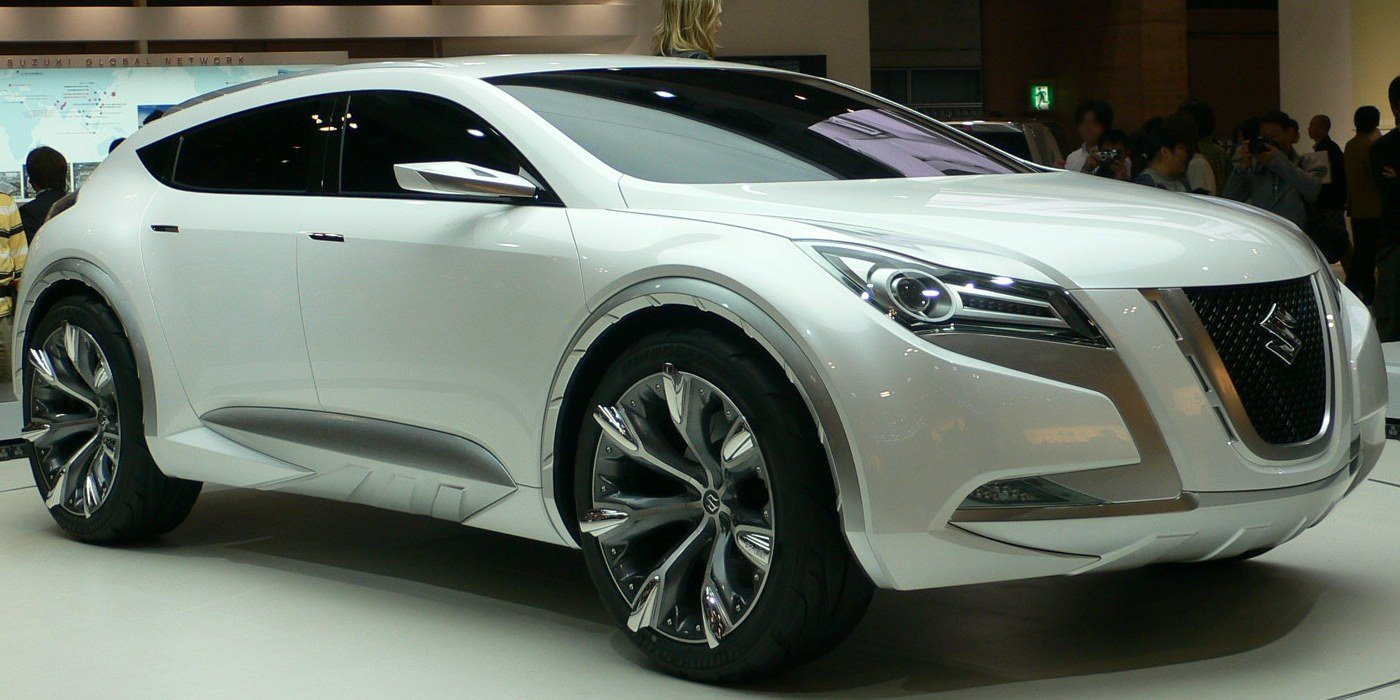
Secondo prototipo della Kizashi

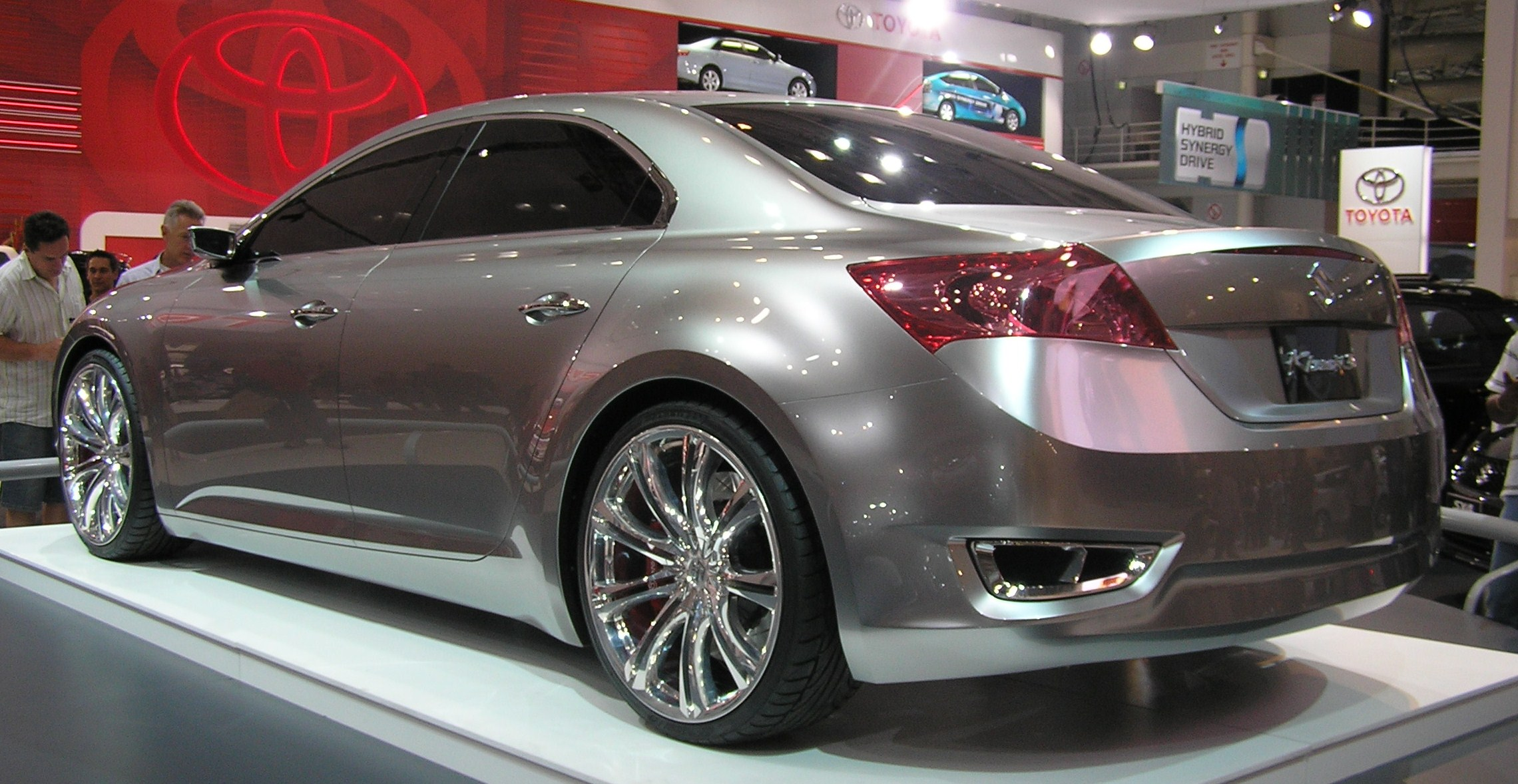
Terzo prototipo della Kizashi

### Salone di Francoforte del 2007
Il primo prototipo della Kizashi venne presentato al Salone di Francoforte del 2007 e comprendeva un motore turbo diesel a 4 valvole da 2 litri, un cambio sequenziale a 6 marce, cerchi in alluminio da 21 pollici e la trazione integrale.

### Salone di Tokyo del 2007
Il secondo prototipo venne presentato al Salone di Tokyo del 2007 e si trattava di un crossover sport wagon a 5 porte con un motore V6 da 3.564 cm³ di cilindrata, un cambio automatico a 6 marce, trazione integrale i-AWD e pneumatici 265/45ZR22.

### Salone di New York del 2008
Il terzo prototipo venne presentato al Salone di New York del 2008. La vettura comprendeva un motore V6 da 3.564 cm³ di cilindrata e 300 cv, cambio automatico a 6 marce, trazione integrale, cerchi in alluminio da 21 pollici e pneumatici 255/30ZR21.

### Salone di New York del 2011
Al Salone di New York del 2011 è stata presentata la Kizashi Apex, con un nuovo motore turbo in grado di erogare dai 205-224 kW (da 275 a 300 CV) circa di potenza, cerchi e gomme sportive ed una verniciatura ispirata alle motociclette della società.
Sempre al Salone di New York del 2011 è stata presentata la Kizashi EcoCharge, un prototipo ibrido alimentato da un motore a benzina 2.0 potenziato da un motore elettrico da 15 kW per offrire una potenza di 144 CV e 127 Nm di coppia. La nuova trasmissione ibrida è abbinata ad un cambio automatico a sei marce, pneumatici a bassa resistenza al rotolamento, frenata rigenerativa e tecnologia start-stop, che consentono una significativa riduzione dei consumi della macchina.